# Faldistori

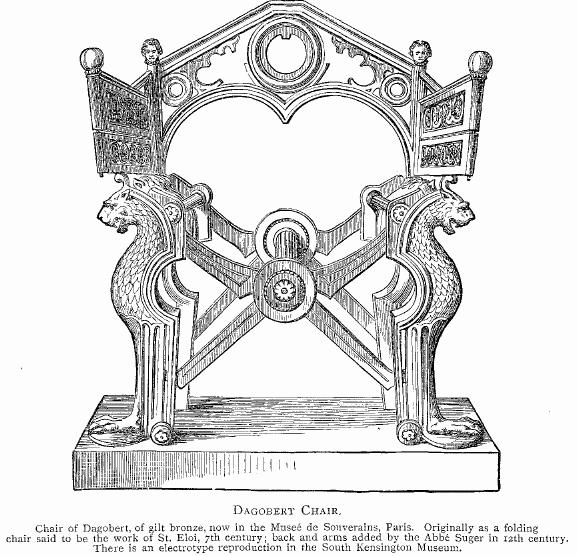
Silla de Dagoberto. El seient té forma de tijera o "X".

Un faldistori (del llatí faldistorium) és un elegant seient originari de l'edat mitjana que utilitzen els bisbes davant de l'altar en algunes funcions pontificals com la de donar la confirmació, ordenacions sacerdotals, etc. També ha tingut un ús civil com a seient de dignitat utilitzat llavors com a seient del rei o d'un noble.
És un seient sense respatller, amb quatre pilars petits en els angles i les potes en forma de tisora.